# Militära grader i Ukrainska upprorsarmén
Militära grader i Ukrainska upprorsarmén redogör för den hierarkiska ordningen i den Ukrainska upprorsarmén UPA.

## Militära grader 1943

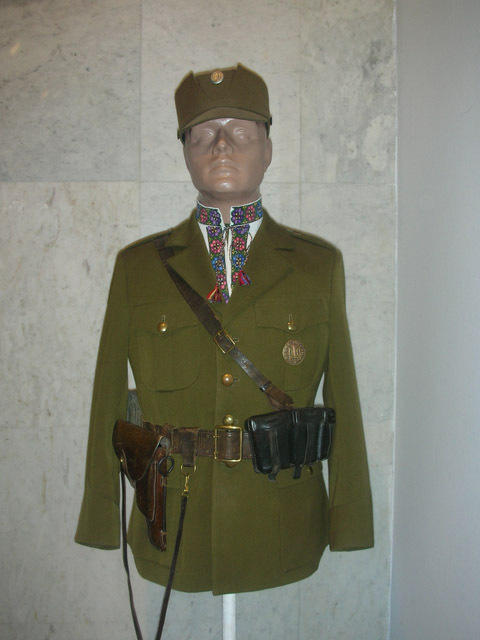
Uniform för UPA-officer.

När UPA bildades hade den inte några egna uniformer utan använde sovjetiska, tyska, polska, österrikiska, tjeckiska och engelska persedlar. Den 27 augusti 1943 utfärdade UPA:s överkommando en order som definierade dess tjänstegrader. De var baserade på de tjänstegader som användes av Ukrainska folkrepubliken 1918–1921. Några gradbeteckningar fanns dock inte på grund av materielläget.
- Kozak (kosack)
- Vistun (korpral)
- Desiatnyk (furir)
- Starshyi desiatnyk (sergeant; egentligen äldre furir)
- Pidkhorunzhyi (fanjunkare; egentligen underkornett)
- Khorunzhyi (kornett)
- Poruchnyk (löjtnant)
- Sotnyk (ryttmästare)
- Osaul (major)
- Pidpolkovnyk (överstelöjtnant)
- Polkovnyk (överste)
- General-khorunzhyi (generalmajor; egentligen generalkornett)
- General-poruchnyk (generallöjtnant)
- General-polkovnyk (general; egentligen generalöverste)
- General pechoti (infanterigeneral)

## Militära grader 1943–1944

### Inofficiella
I slutet av 1943 gjorde de UPA-trupper som befann sig i Volynien egna gradbeteckningar. De ändrade också på själva gradbenämningarna.
- Kozak (kosack)
- Starshyi kozak (vicekorpral; egentligen äldre kosack)
- Royovyi (korpral)
- Chotovyi (sergeant)
- Khorunzhyi (kornett)
- Poruchnyk (löjtnant)
- Sotnyk (ryttmästare)
- Otaman (major)
- Pidpolkovnyk (överstelöjtnant)
- Polkovnyk (överste)

### Officiella
Ungefär samtidigt utfärdade UPA:s överkommando bestämmelser om gradbeteckningar, som även innebar vissa förändringar rörande gradbenämningar och gradstruktur.
- Kozak (kosack)
- Starshyi kozak (vicekorpral; egentligen äldre kosack)
- Royovyi (korpral)
- Chotovyi (sergeant)
- Bunchuznyi (fanjunkare)
- Pidkhorunzhyi (förvaltare; egentligen underkornett)
- Khorunzhyi (kornett)
- Poruchnyk (löjtnant)
- Sotnyk (ryttmästare)
- Major (major)
- Pidpolkovnyk (överstelöjtnant)
- Polkovnyk (överste)
- General-khorunzhyi (generalmajor; egentligen generalkornett)
- General-poruchnyk (generallöjtnant)
- General-polkovnyk (general; egentligen generalöverste)

## Tjänsteställningsbenämningar 1944–1950

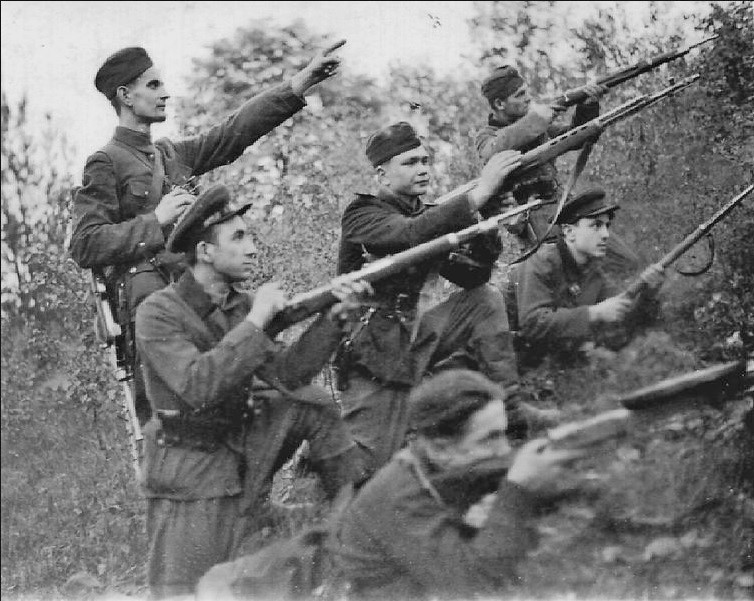
UPA-krigare 1947.

Strax efter att bestämmelserna om grader och gradbeteckningar utfärdats 1944, utfärdade överkommandot nya bestämmelser om tjänsteställningsbenämningar och tjänsteställningsbeteckningar. De militära graderna fortsatte att finnas, men de insignier som bars på uniformen betecknade innehavd tjänsteställning.
- Kozak (kosack)
- Royovyi (gruppchef)
- Chotovyi (plutonchef)
- Sotennyi (kompanichef)
- Kurinnyi (bataljonschef)
- Komandyr zagony (förbandschef)
- Komandyr voiennoii okrugy (områdesbefälhavare)
- Krayovyi komandyr UPA (chef högre förband)
- Holovny komandyr UPA (överbefälhavare)

## Tjänsteställningstecken 1944–1950
Tjänstetecken för innehavd tjänsteställning bars på kragspeglarna och på vänstra underärmen. 
| Ройвий                 | Чотовий                      | Бунчужний сотні                            | Сотенний                                    | Курінний бунчужний                    |
| Ройовий gruppchef      | Чотовий plutonchef           | Бунчужний сотні kompaniadjutant            | Сотенний kompanichef                        | Курінний бунчужний bataljonsadjutant  |
| Курінний               | Командир загону              | Командир Воєнної Округи                    | Краєвий командир УПА                        | Головний командир УПА                 |
| Курінний bataljonschef | Командир загону förbandschef | Командир Воєнної Округи områdesbefälhavare | Краєвий командир УПА chef för högre förband | Головний командир УПА överbefälhavare |

## Militära grader 1945–1950

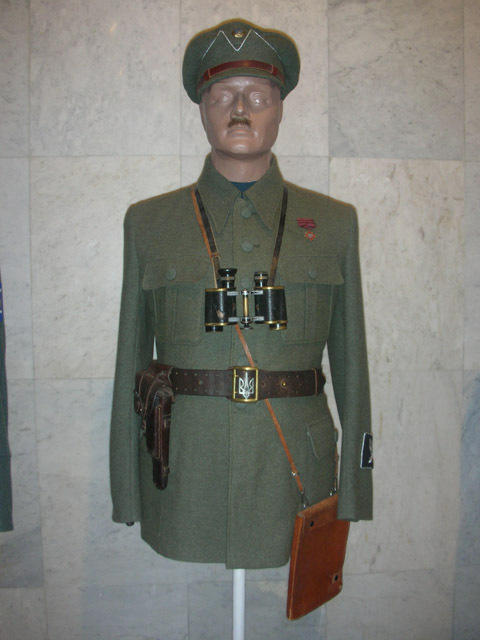
Uniform för generalkornett med överbefälhavares tjänsteställningsbeteckning på vänstra underärmen.

Tjänstegradsystemet ändrades än en gång 1945.
- Strilets (skytt)
- Starshyi strilets (vicekorpral; egentligen äldre skytt)
- Vistun (korpral)
- Starshyi vistun (furir; egentligen äldre korpral)
- Bulavnyi (sergeant)
- Starshyi bulavnyi (fanjunkare; egentligen äldre sergeant)
- Khorunzhyi (kornett)
- Poruchnyk (löjtnant)
- Sotnyk (ryttmästare)
- Pidpolkovnyk (överstelöjtnant)
- Polkovnyk (överste)
- General-khorunzhyi (generalmajor; egentligen generalkornett)